# Afrectopius meruensis
Afrectopius meruensis là một loài tò vò trong họ Ichneumonidae.